# Drużyna Babysiów
Drużyna Babysiów (ang. Babyhood, 2010) - program dla dzieci, którego bohaterami są zwierzęta ze świata Baby TV. Emitowany za pośrednictwem Baby TV.

## Spis odcinków
| N/o            | Polski tytuł                    | Angielski tytuł                     |
| -------------- | ------------------------------- | ----------------------------------- |
|                |                                 |                                     |
| SERIA PIERWSZA |                                 |                                     |
|                |                                 |                                     |
| 01             | Hipcio zajmuje się dziećmi      | Hippo in day-care                   |
|                |                                 |                                     |
| 02             | Żółwie i wycieczka pociągiem    | Tortoises Travel by Train           |
|                |                                 |                                     |
| 03             | Hipcio układa kołysankę         | Hippo Writes an Lullaby             |
|                |                                 |                                     |
| 04             | Wiewiórka i zaginiona marchewka | Squirrel and The Lost Carrot        |
|                |                                 |                                     |
| 05             | Urodziny słonia i myszki        | Happy Birthday, Elephant and Mouse! |
|                |                                 |                                     |
| 06             | Wiewiórka i zaginiony banan     | Squirrel and The Lost Banana        |
|                |                                 |                                     |
| 07             | Żółwie i przeprawa łodzią       | Tortoises Sail by Boat              |
|                |                                 |                                     |
| 08             | Wiewiórka i nieproszony gość    | Squirrel and The Secret Guest       |
|                |                                 |                                     |
| 09             | Futbolowa gorączka              | Football Match                      |
|                |                                 |                                     |
| 10             | Zaginiona mysz                  | The Lost Mouse                      |
|                |                                 |                                     |